# Étienne Dinet
Étienne Alphonse Dinet, född 28 mars 1861, död 24 december 1929, var en fransk konstnär.
Under en lång följd av år besökte Dinet Algeriet och förhärligade i tavlor, som bland annat utmärker sig för fin psykologisk iakttagelse, ökenbornas liv. Bland hans målningar märks Arabisk kärleksnatt på Luxembourgmuseet.